# 馬利舍沃
馬利舍沃（羅馬化：Mališevo），是科索沃普里茲倫區马利舍沃市镇内的城鎮及行政中心，位於該國南部。2011年人口普查时城镇人口数量为3,165人，而整个市镇的人口数量则为54,613人。